# Augochloropsis nasigerella
Augochloropsis nasigerella är en biart som beskrevs av Embrik Strand 1910. Augochloropsis nasigerella ingår i släktet Augochloropsis och familjen vägbin. Inga underarter finns listade.